# Miathyria marcella
Miathyria marcella е вид водно конче от семейство Libellulidae. Видът не е застрашен от изчезване.

## Разпространение
Разпространен е в Аржентина (Буенос Айрес, Ентре Риос, Кориентес, Ла Риоха, Мисионес, Салта, Санта Фе, Сантяго дел Естеро, Тукуман и Чако), Белиз, Боливия, Бразилия (Пара, Рио Гранди до Сул, Рио де Жанейро и Сао Пауло), Венецуела, Гваделупа, Гватемала, Гвиана, Доминиканска република, Еквадор, Колумбия, Коста Рика, Куба, Мартиника, Мексико (Веракрус, Идалго, Керетаро, Колима, Морелос, Наярит, Оахака, Сан Луис Потоси, Синалоа, Сонора, Табаско, Тамаулипас, Халиско, Чиапас и Юкатан), Никарагуа, Панама, Парагвай, Перу, Пуерто Рико, Салвадор, САЩ (Алабама, Арканзас, Вирджиния, Джорджия, Луизиана, Мериленд, Тексас, Флорида и Южна Каролина), Тринидад и Тобаго, Уругвай, Френска Гвиана, Хондурас и Ямайка.

## Описание
Популацията на вида е стабилна.